# Дашиньский, Игнацы
Игнацы Эварыст Дашиньский (пол. Ignacy Ewaryst Daszyński, 26 октября 1866, Збараж — 31 октября 1936, с. Быстра возле г. Бельско-Бяла (ныне Силезское воеводство Польша) — польский политический и государственный деятель, публицист. Борец за независимость Польши.

## Биография
Родился в 1866 году в Збараже, в семье австрийского чиновника. После смерти отца в 1875 году многодетная семья (пятеро детей) переселяется в Станиславов. Вскоре после переезда Игнацы записался в гимназию. Под влиянием старшего брата-социалиста Феликса Дашиньского начинает заниматься конспиративной партийной деятельностью.
В 1880 году во время чествования памяти польского поэта и революционера Мауриция Гославского разбросал по кладбищу открытки с антиправительственным политическим стихотворением, написанным его старшим братом. За это Феликса Дашиньского бросили в Станиславовской тюрьмы, а 14-летнего Игнацы вызывали на допросы в суд. Вскоре братьев оправдали.
После оправдания братья основывают подпольный кружок, который собирался в подвалах старой кирпичные за городом. Там молодые люди, которых насчитывалось около 30 человек, читали запрещенную литературу, занимались фехтованием и т. д. Один из членов кружка оказался штатным провокатором и донес на братьев в полицию. Игнацы Дашиньский был исключён из гимназии.

### Политическая и государственная деятельность
После исключения из гимназии и нескольких лет работы канцеляристом адвокатской конторы, корреспондентом газет Дашиньский вступает в университет. Позже Дашиньский возвращается в Галицию, и в 1891 году основывает во Львове социалистическую ячейку. Учась во Львовском университете, он подружился с Иваном Франко. Издаёт в Кракове социалистическую газету Naprzód.
Дашиньский — один из организаторов в 1892 году Польской социал-демократической партии Галиции, позже Польской социалистической партии. Лидер ПСДП.
В 1897 и 1900 г. — посол (депутат) австрийского государственного совета (рейхсрата). На выборах 1897 года набрал 75 % голосов (за него голосовали преимущественно студенты и рабочие, особенно евреи). Таким образом, Игнацы стал самым молодым депутатом парламента.
С 1902 года был членом Краковского горсовета. На начало Первой русской революции в 1905 году откликнулся сожжением портрета Николая II во время митинга на краковской площади. С 1912 года начинается его тесное политическое сотрудничество с Юзефом Пилсудским.
В начале Первой мировой войны Дашиньский выступал с проавстрийских позиций и призвал «ударить ножом в спину истекающей кровью Франции». Когда же стало понятно, что победа останется за Антантой, Игнацы выступил против Габсбургов и Королевства Польское.
С распадом Австро-Венгерской империи с 6/7 ноября 1918 г. — премьер-министр Временного народного правительства, провозглашенной в Люблине Польской Республики. Его правительство провозгласило восьмичасовой рабочий день, национализацию рудников и крупных земельных владений. Однако ощущалась острая нехватка наличности, которая грозила перейти в кризис. Дашиньский обратился за многомиллионной ссудой к люблинским банкирам, однако те отказали.
В это же время в Варшаве сформировалось польское правительство Ю. Пилсудского, и Дашиньский присоединился к нему. Таким образом, Дашиньского можно считать первым премьером Второй Речи Посполитой (перед Енджеем Морачевским), хотя он вскоре подал в отставку.
После начала польско-советской войны 1920 года Дашиньский призывал к скорейшему заключению мира. Он принадлежал к противникам создания Совета национальной обороны Пилсудского, охарактеризовав его как противовес Сейму. Однако 24 июля 1920 года Дашиньский вступил в правительство национальной обороны на должность заместителя премьер-министра. Уже 15 декабря 1920 года подает в отставку из-за несогласия с официальной внешнеполитической позицией.
После отставки из правительства Дашиньский включается в работу над новой Конституцией. Конституция была принята 17 марта 1921 года. После принятия Конституции Дашиньский продолжил политическую деятельность депутата польского сейма.
В 1922—1927 годах занимал пост вице-маршалка, а в 1928—1930 годах — маршалка (предводителя) нижней палаты Национальной Ассамблеи — Сейма Республики Польша.
После военного переворота и прихода к власти в мае 1926 года поддерживал Ю. Пилсудского.
К 1929 году перешёл в оппозицию Пилсудскому и входил в состав организаторов союза левых и центристских партий Польши (Центролев). Именно как оппозиционного политика его в 1928 году избрали спикером парламента. Во время парламентского и бюджетного кризиса, вспыхнувшего между депутатами и военным министром Пилсудским на фоне увеличения государственных ассигнований на оборону он вступил в очередной конфликт с последним. В парламент явился сам Пилсудский в окружении сотни вооруженных офицеров. Дашиньский отказался начинать заседание сейма, пока военные не уйдут.

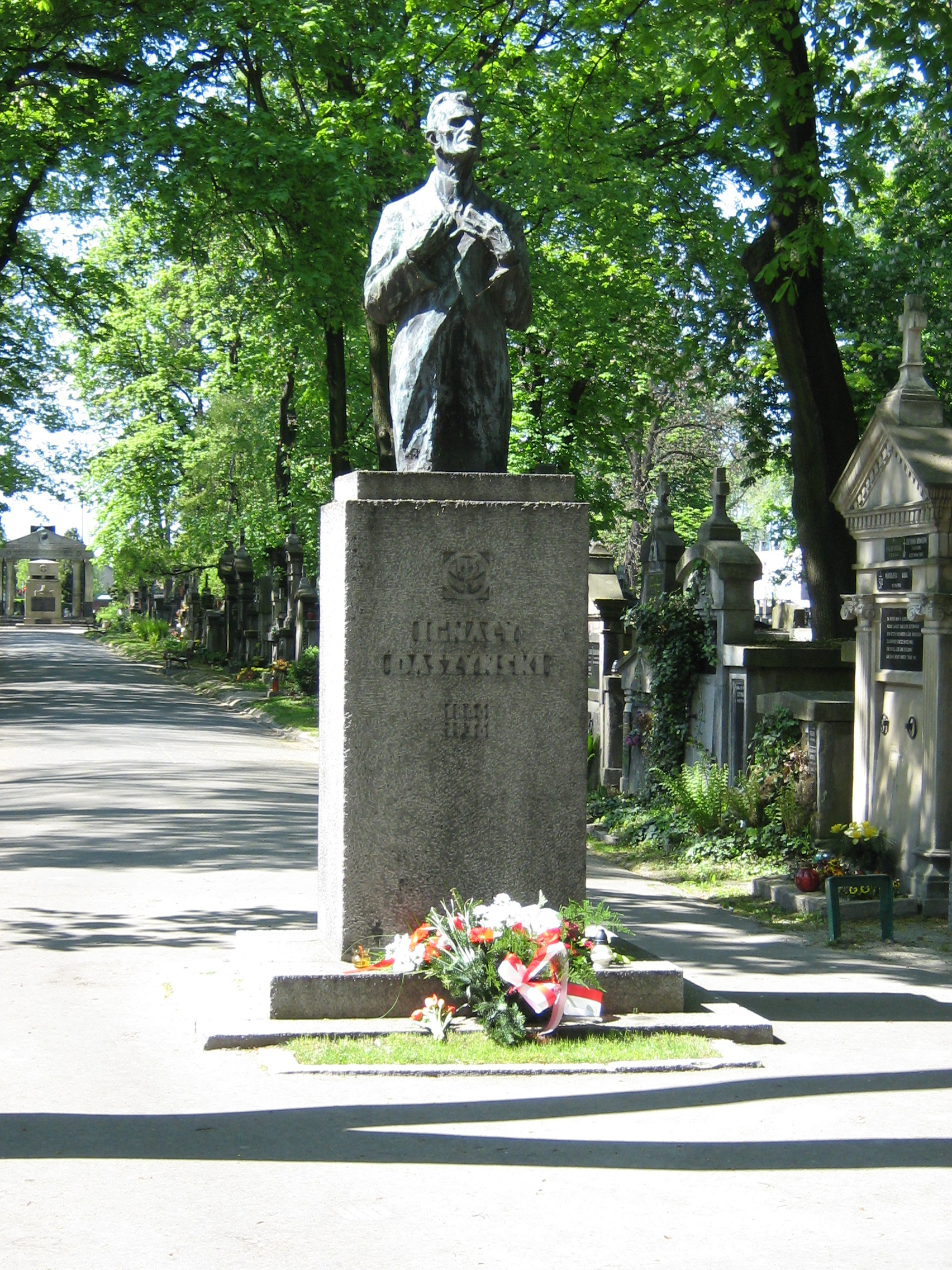
Памятник на могиле И. Дашиньского на Раковицком кладбище. Работа скульптора О. Невской

Умер в 1936 году и похоронен в Кракове на Раковицком кладбище. В день похорон на всех предприятиях Польши на пять минут была приостановлена работа.
Почëтный гражданин Радома. За литературно-публицистическую деятельность отмечен наградой Польской Академии Литературы «Золотые Академические лавры» в 1935 году.
Имел 5 детей. Иногда его внебрачным сыном от социолога Фелиции Носсиг считают также Адама Прухника.

## Избранная библиография
Автор ряда статей и публикаций, в том числе по вопросам политики, государственного строительства Польши и взаимоотношений с Россией.
- Szlachetczyzna i odrodzenie Galicji, 1899;
- O formach rządu. Szkic socjologiczny, 1902;
- Polityka proletariatu. Kilka uwag o taktyce rewolucji w Polsce, 1907;
- Mowa o sprawie polsko-ruskiej, wygłoszona w Izbie Posłów d. 21 maja 1908 r., 1908;
- Cztery lata wojny. Szkice z dziejów polityki Polskiej Partii Socjalistycznej Galicji i Śląska, 1918;
- Z burzliwej doby. Mowy sejmowe wygłoszone w czasie od października 1918 do sierpnia 1919 roku, 1920;
- Wielki człowiek w Polsce. Szkic polityczno-psychologiczny, 1925;
- Pamiętniki, tom I Kraków 1925, tom II 1926;
- Sejm, rząd, król, dyktator, 1926;
- W obronie praw przedstawicielstwa ludowego. Przemówienie sejmowe tow. Daszyńskiego, 1926;
- W pierwszą rocznicę przewrotu majowego 1927;
- Czy socjaliści moga uznać dyktaturę proletariatu, 1927.